# Сетовка (Московская область)
Сетовка — посёлок в Воскресенском муниципальном районе Московской области. Входит в состав сельского поселения Фединское. Население — 125 чел. (2010).

## География
Посёлок Сетовка расположен в юго-западной части Воскресенского района, примерно в 10 км к юго-западу от города Воскресенска. Высота над уровнем моря 139 м. В посёлке 1 улица — Полевая. Ближайший населённый пункт — деревня Степанщино.

## История
2 июля 1997 года посёлок совхоза «Воскресенский» был переименован в посёлок Сетовка.
До муниципальной реформы 2006 года посёлок входил в состав Степанщинского сельского округа Воскресенского района.

## Население
По переписи 2002 года в посёлке проживало 142 человека (68 мужчин, 74 женщины).
| 2002 | 2010 |
| ---- | ---- |
| 142  | ↘125 |